# Céleste (chat)
 (mai 2023).
Si vous disposez d'ouvrages ou d'articles de référence ou si vous connaissez des sites web de qualité traitant du thème abordé ici, merci de compléter l'article en donnant les références utiles à sa vérifiabilité et en les liant à la section « Notes et références ».
Pour les articles homonymes, voir Céleste.
Le céleste est une race de chats à poil long ou court originaire de France. Ce chat de taille moyenne est caractérisé par ses yeux bleus ou partiellement bleus, sa silhouette toute en rondeur et son visage au museau très court. Il se distingue également par ses petites taches blanches réparties sur la ligne médiane et les extrémités du corps. Son espérance de vie est de 15 à 18 ans en moyenne . Le céleste est reconnu comme race préliminaire par le LOOF depuis 2022.
Il existe deux types de célestes : le céleste longhair obtenu en croisant un ojos azules avec un british longhair, et le céleste shorthair descendant d'un british shorthair.

## Historique

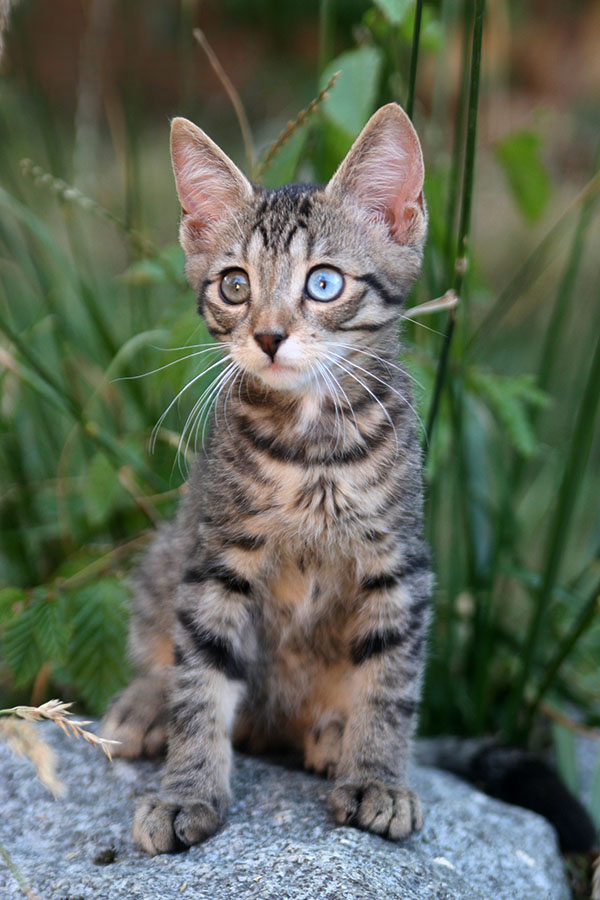
Photo de Lazuli.

En 2015, l'éleveuse Sophie Guittonneau a l'idée d'un chat entièrement coloré, mais avec des yeux bleus (caractère présent alors chez les chats colorpoint, certains chats blancs et, plus rarement, des chats bicolores). Elle arrive à obtenir d'une Ukrainienne un chat venant du Kazakhstan nommé Lazuli, un ojos azules, race décrétée disparue à cause de ses problèmes de santé. Elle tente alors de relancer cette race et présente son chat en exposition, mais le jury lui déclare que la mutation liée à ses yeux était différente de celle de l’ojos azules. Lui vient alors l'idée d'un british shorthair aux yeux bleus, début du « projet céleste », dont le nom fait référence à la beauté du ciel azur. Le gène de Lazuli s’avère dominant : il apporte des yeux bleus à la moitié des chatons, mais également de petites marques blanches au bout des pattes et de la queue.
Cette nouvelle couleur de british est refusée par les clubs, il lui faut donc abandonner l'idée ou créer une race.

## Standard
Le céleste est une nouvelle race qui est encore en cours d'évolution, et son standard s'écrit progressivement.

### Corps
De format semi-cobby, son corps est rond, large, musclé, plutôt ramassé et un peu massif, bien rond jusqu'au bout des pattes. Son ossature est solide, robuste. Sa taille est moyenne, son gabarit reste raisonnable. Ses pattes sont épaisses et un peu moins hautes que la longueur du corps. Comme les autres parties de son corps, ses pieds sont ronds et bien ancrés au sol. Sa queue est de taille moyenne. Elle est épaisse à la base et garde à peu près la même épaisseur, jusqu’à un bout arrondi ; pour le céleste longhair, elle est fournie et en panache.

### Tête
En forme de boule, elle s’inscrit dans un cercle quel que soit l’angle sous lequel on la regarde. Le céleste est joufflu comme un chaton, a le front bombé. Ses oreilles sont de taille petite à moyenne, bien espacées et placées dans la courbe de la tête ; elles sont larges à la base et de forme arrondie. Ses yeux sont le point le plus caractéristique de la race : ils sont ronds, très grands et bien ouverts, sans être globuleux, bien espacés ;  leur couleur attire le regard. Il présente idéalement des yeux bleus, dans toutes les nuances, ce qui fait sa particularité. Ses yeux peuvent être impairs ou hétérochromes, mais contiennent du bleu en quantité importante. Son nez est court, droit ou légèrement en trompette et son bout est aligné avec le menton, qui est ferme. Son museau est large, sa forme est comprise dans l’arrondi de la tête. Les mâles adultes ont des bajoues pleines. Ses babines forment un sourire naturel.

### Robe et fourrure
Les célestes peuvent avoir des robes de toutes les couleurs possibles, excepté blanc et particolore.
Le céleste shorthair a une fourrure courte, dense, souple et douce au toucher, qui possède un sous-poil épais et donne l’impression d’une bonne protection naturelle.
Le céleste longhair a, quant à lui, une fourrure mi-longue, soyeuse, avec un sous-poil épais ; une collerette et des culottes bien fournies.

## Élevage

### Acquisition
Étant donné que la race est assez récente, son prix est assez élevé : 1 500 à 2 000 € pour une adoption par un particulier, et jusqu'à 3 500 € pour un chaton à élever.